# Moyenmoutier
Moyenmoutier – miejscowość i gmina we Francji, w regionie Grand Est, w departamencie Wogezy.
Według danych na rok 1990 gminę zamieszkiwały 3304 osoby, a gęstość zaludnienia wynosiła 97 osób/km² (wśród 2335 gmin Lotaryngii Moyenmoutier plasuje się na 129. miejscu pod względem liczby ludności, natomiast pod względem powierzchni na miejscu 41.).